# Yuri Air
Yuri Air fue una empresa de aviación comercial venezolana con sede en el Aeropuerto Internacional José Tadeo Monagas en Maturín, estado Monagas. Fue fundada a mediados de los años 90 del siglo pasado. 
Yuri Air ofrecía estos servicios: 
- Vuelos nacionales, charter e internacionales.
- Transporte de Personal.
- Transporte de Repuestos.
- Transporte de Alimentos y Carga.

## Destinos

### Internacionales
- Trinidad y Tobago
  - Puerto España / Aeropuerto Internacional de Piarco